# الطعم (مسلسل كوري جنوبي)
الطعم (بالكورية: 미끼)؛ هو مسلسل ويب كوري جنوبي، من بطولة جانغ كيون سوك، هيو سونغ تاي، لي إيليا. عرض على منصة كوبانغ بلاي في 27 يناير 2023 ، تم اصدار حلقات كل يوم الجمعة في الساعة 22:30 (KST). عرض الجزء الثاني في 7 أبريل إلى 21 أبريل 2023.

## ملخص
قصة تحقيق في حقيقة القضايا السابقة التي لم يتم حلها، المرتبطة بشكل غامض مع الأحداث الحالية البشعة.

## طاقم
- جانغ كيون سوك في دور جو دو هان[7]
- هيو سونغ تاي في دور نو سانغ تشون[8]
- لي إيليا في دور جونغ نا يون[9]

### أخروون
- بارك ميونغ هون في دور سونغ يونغ جين[10]
- أوه يون- أ في دور جونغ سو رام[10]

## الانتاج
المسلسل من اخراج كيم هونغ سيون من اعماله المحارب بيك دونغ سو، لعبة الكذب، صاحب المزمار، سلسلة الصوت، الأسود، الشبح، اخبرني ماذا رأيت، لوكا: البداية ومن كتابة كيم جين ووك. من تخطيط وأشراف تنفيذي منصة كوبانغ بلاي وانتاج من قبل إتش هاوس وكري هوب وإستوديو دراغون، يتكون المسلسل من 12حلقة مقسمة على جزئين 6 حلقات لكل جزء.

## ورابط خارجية
- الطعم على موقع IMDb (الإنجليزية)
- الطعم على موقع كينوبويسك (الروسية)
- الطعم على موقع قاعدة بيانات الفيلم (الإنجليزية)
- الطعم على هانسينما